# 초보수주의
초보수주의(超保守主義, 영어: ultraconservatism)는 정치에서 극단적으로 보수주의적인 견해를 말한다. 현대 정치에서 일반적으로 정치적 스펙트럼 상의 극우에 위치하며, 주류 보수적 견해를 견지하는 사람들보다 더 오른쪽에 위치한 집단이나 개인을 포함한다.

## 같이 보기
- 극우
- 범파시즘
- 권위주의적 보수주의
- 반동주의